# Томас Аллен
Сер Томас Аллен (англ. Sir Thomas Boaz Allen; 10 вересня 1944, Сіхем, Велика Британія) — британський оперний співак (баритон). Закінчив Королівський коледж музики.